# Восточный район (мультфильм)
«Восточный парк» (венг. Nyócker!, искажённое «8-й район») — венгерский мультфильм Арона Гаудера 2004 года. Его венгерское название является разговорным сокращением от nyolcadik kerület, восьмого района Будапешта, известного также как Йожефварош, где и происходит основное действие мультфильма.
Мультфильм был показан на кинофестивалях в Хельсинки, Торонто, Копенгагене, Загребе, Варшаве, Ванкувере и Сан-Паулу.
Техника анимации достаточно оригинальна, было сделано около 350 фотографий, демонстрирующих различные эмоции группы актёров. Эти фотографии использовались в изображении голов персонажей мультфильма. Тела же их оставались нарисованными.

## Сюжет
В фильме изображены взаимоотношения различных этнических групп: венгров, цыган, китайцев и арабов, их соглашений и конфликтов в юмористической форме. В центре сюжета фантастическая история путешествия подростков во времени и создания ими на месте их нынешнего района Будапешта крупного месторождения нефти, а также любви между цыганским юношей и венгерской девушкой.

## Награды
- Приз за лучший полнометражный фильм на Международном фестивале анимационных фильмов в Анси (2005)[3].